# 5736 Sanford
5736 Sanford è un asteroide della fascia principale. Scoperto nel 1989, presenta un'orbita caratterizzata da un semiasse maggiore pari a 2,3761999 UA e da un'eccentricità di 0,2754666, inclinata di 21,60167° rispetto all'eclittica.